# Ouganda aux Jeux olympiques d'été de 2008
L'Ouganda participe aux Jeux olympiques d'été de 2008 à Pékin.

## Athlètes engagés

### Athlétisme
Hommes
- marathon
  - Alex Malinga
- 10 000 m
  - Boniface Kiprop
- 5 000 m
  - Moses Kipsiro
  - Geoffrey Kusuro
- 3 000 m
  - Benjamin Kiplagat
- 800 m
  - Abraham Chepkirwok

Femmes
- 400 m
  - Justine Bayiga

#### Hommes
| Épreuve       | Athlète                   | Séries       | Séries | Quarts de finale | Quarts de finale | Demi-finales | Demi-finales | Finale       | Finale |
| Épreuve       | Athlète                   | Résultat     | Rang   | Résultat         | Rang             | Résultat     | Rang         | Résultat     | Rang   |
| ------------- | ------------------------- | ------------ | ------ | ---------------- | ---------------- | ------------ | ------------ | ------------ | ------ |
| 800 mètres    | Abraham Chepkirwok        | 1min 47 s 93 | 2e     | NC               | NC               | 1min 49 s 16 | 7e           | -            | -      |
| 5 000 mètres  | Geofrey Kusuro            | 13 min 50.50 | 11e    | -                | -                | -            | -            | -            | -      |
| 5 000 mètres  | Moses Kipsiro             | 13 min 46.58 | 2e Q   | NC               | NC               | NC           | NC           | 13 min 10.56 | 4e     |
| 10 000 mètres | Boniface Kiprop Toroitich | NC           | NC     | NC               | NC               | NC           | NC           | 27 min 27.28 | 10e    |
| 3000m steeple | Benjamin Kiplagat         | 8 min 20.22  | 3e Q   | NC               | NC               | NC           | NC           | 8 min 20.37  | 9e     |

#### Femmes
| Épreuve    | Athlète         | Séries   | Séries | Quarts de finale | Quarts de finale | Demi-finales | Demi-finales | Finale   | Finale |
| Épreuve    | Athlète         | Résultat | Rang   | Résultat         | Rang             | Résultat     | Rang         | Résultat | Rang   |
| ---------- | --------------- | -------- | ------ | ---------------- | ---------------- | ------------ | ------------ | -------- | ------ |
| 400 mètres | Justine Bayigga | 54.15    | 7e     | -                | -                | -            | -            | -        | -      |

### Badminton
- Edwin Ekiring représentera l'Ouganda à Pékin.

Hommes
| Athlète       | Tournoi | Trente deuxième de finale | Seizième de finale   | Huitième de finale  | Quart de finale     | Demi-finale         | Finale              | Finale |
| Athlète       | Tournoi | Adversaire Résultat       | Adversaire Résultat  | Adversaire Résultat | Adversaire Résultat | Adversaire Résultat | Adversaire Résultat | Rang   |
| ------------- | ------- | ------------------------- | -------------------- | ------------------- | ------------------- | ------------------- | ------------------- | ------ |
| Edwin Ekiring | simple  | NC                        | Park 0-2 (5/21-8-21) | -                   | -                   | -                   | -                   | -      |

### Boxe
L'Ouganda a qualifié un boxeur pour le tournoi olympique de boxe : Ronald Serugo. Il s'est qualifié en finissant second du tournoi de qualification.
| Athlète       | Tournoi                  | Seizième de finale   | Huitième de finale  | Quart de finale     | Demi-finale         | Finale              |
| Athlète       | Tournoi                  | Adversaire Résultat  | Adversaire Résultat | Adversaire Résultat | Adversaire Résultat | Adversaire Résultat |
| ------------- | ------------------------ | -------------------- | ------------------- | ------------------- | ------------------- | ------------------- |
| Ronald Serugo | Poids mi-mouches (-48Kg) | Serdamba Défaite 5-9 | -                   | -                   | -                   | -                   |

### Natation
- Aya Nakitanda
- Gilbert Kaburu (50m libre hommes)

### Haltérophilie
Hommes
| Mubarak Kivumbi |  |  |  |  |  |
|                 |  |  |  |  |  |